# 徳留慎乃佑
徳留 慎乃佑（とくどめ しんのすけ、1997年8月18日 - ）は、日本の男性声優。大阪府出身。アイムエンタープライズ所属。

## 略歴
昔は特徴的な声のせいで学校に行きたくない時期、悩んでいる時期があったという。その際に松岡禎丞が声を務めるキャラクターの真似をしてコミュニケーションをとって悩みがなくなり救われた経験があり、それがきっかけで声優になりたいと思うようになる。
日本ナレーション演技研究所卒業。

## 人物
方言は関西弁。
趣味は読書、音楽鑑賞、映画鑑賞、古着屋巡り、カフェ巡り。特技は水泳。
学生時代に自身の特徴的な声が原因で悩んでいた時に、現在では同じ事務所の先輩である松岡禎丞の演じるアニメキャラの声マネをして友達とコミュニケーションを取ることで悩みが解消され救われた経験から声優になりたいと思うようになったといい、いつかは同じように自身の演じる役で誰かを救いたいという。

## 出演
太字はメインキャラクター。

### テレビアニメ
2018年
- 美男高校地球防衛部HAPPY KISS!（生徒、電報鳩）
- 東京喰種トーキョーグール:re（伊丙士皇）

2019年
- カワウソラボ（エマ）
- RobiHachi（グラ）
- 通常攻撃が全体攻撃で二回攻撃のお母さんは好きですか?（モンスター）
- アフリカのサラリーマン（ヒツジ）

2020年
- ゾゾゾ ゾンビーくん（ジェイ）

2022年
- 平家物語（禿2）
- スローループ（客）
- ブッチギレ!（安倍晴明）

2023年
- 真・進化の実〜知らないうちに勝ち組人生〜（男子2、男子1）
- 事情を知らない転校生がグイグイくる。（山本悠也）
- 転生貴族の異世界冒険録〜自重を知らない神々の使徒〜（生徒A）
- ビックリメン（タカやん）

2024年
- ドラえもん（テレビ朝日版第2期）（オバケ）
- 異世界でもふもふなでなでするためにがんばってます。（ピィノ）
- パズドラ（2024年 - 2025年、ストーム）
- 黒執事 -寄宿学校編-（ジョアン・ハーコート）
- 新米オッサン冒険者、最強パーティに死ぬほど鍛えられて無敵になる。（フリード・ディルムット）
- ひとりぼっちの異世界攻略（オタD）

2025年
- Übel Blatt〜ユーベルブラット〜（カルクリス）
- 黒岩メダカに私の可愛いが通じない（男子）
- 鬼人幻燈抄（甚太〈幼少期〉）
- 最強の王様、二度目の人生は何をする?（フェイリス・イブサール2世）
- 魔神創造伝ワタル（ビャクビャク）
- カラオケ行こ!（和田）

時期未定
- 転生した大聖女は、聖女であることをひた隠す（ザビリア）

### 劇場アニメ
- 好きでも嫌いなあまのじゃく（2024年、野球部後輩A）
- ルックバック（2024年、同級生）

### OVA
- フルーツバスケット -prelude-（2022年、生徒）

### Webアニメ
- Plott
  - P!ece（2022年 - 、あむ）
  - 混血のカレコレ（2022年 - 、あむ）
- レゴニンジャゴー ドラゴンズライジング（2023年、エリン）
- 七つの大罪 怨嗟のエジンバラ（2022年、タイロン[25]）
- T・Pぼん（2024年、チャムク）

### ゲーム
- Caligula Overdose -カリギュラ オーバードーズ-（2018年、生徒）
- ゴシックは魔法乙女〜さっさと契約しなさい!〜（2019年、ドミヌラ）
- 戦場のフーガ（2021年、ボロン・ブリオッシュ[26]）
- 七つの大罪〜光と闇の交戦〜（2021年、フェンリル）
- Food Fantasy（2022年、SR 食霊「油揚げ」）
- World II World（2023年、ユウ、ロップ）
- BLUE PROTOCOL（プレイヤー[27]）
- 東京ディバンカー（2024年、コーネリアス理事長[28]）
- 聖剣伝説 VISIONS of MANA（2024年）
- Honey Vibes（2024年、ベアティ）
- Toxic-a-Holic（2024年、アン[29]）
- OVER REQUIEMZ（2025年、ネノス・ウラウ[30]）
- 18TRIP（2025年、鵜川[31]）
- やまとまほろば地魂これくしょん（2025年、富良野アルクトス[32]）※ブラウザゲーム

### ドラマCD
- 音戯の譜〜CHRONICLE〜（2019年 - 、アリスティア[33]）
- 休日のわるものさん（2021年、動物の先生[34]）
- Landreaall（2024年、ロビン）

### BLCD
- 絶対BLになる世界VS絶対BLになりたくない男（2020年）
- シュガードラッグ（2022年、蘭定直人[35]）

### ラジオ
※はインターネット配信。
- RobiHachiRadi（2019年、ラジオ大阪）
- 零次元アイドル Webラジオ番組「零魂音戯」 第9回サブパーソナリティ（2022年、ラジ友※）
- 月刊 新・男前通信6月号～月刊 徳留慎乃佑（2024年、文化放送モバイルplus※）[36]

### インターネット番組
- げんしんブラザーズ（2020年 - 、YouTube※・ニコニコ動画※）[37]

### デジタルコミック
- 死んだら悪役令息で幻のΩなんて冗談じゃない!（2023年、アム[38]）
- 勇者の俺様が魔導士なんかに!（2023年、ブライアン[39]）

### その他コンテンツ
- 零次元アイドル（2021年 - 、神鳥谷那琉[40]）
- サンリオキャラクター フラガリアメモリーズ (2023年 - 、ミュンナ[41])

## ディスコグラフィ

### キャラクターソング
| 発売日         | 商品名                                                        | 歌                                                        | 楽曲                                          | 備考                                        |
| -------------- | ------------------------------------------------------------- | --------------------------------------------------------- | --------------------------------------------- | ------------------------------------------- |
| 2019年4月24日  | Dancing to Night 〜君への最短ワープ航路〜                     | Allo（木村昴）、Gras（徳留慎乃佑） feat. Yang（杉田智和） | 「Dancing to Night 〜君への最短ワープ航路〜」 | テレビアニメ『RobiHachi』エンディングテーマ |
| 2019年4月24日  | Dancing to Night 〜君への最短ワープ航路〜                     | Allo（木村昴）、Gras（徳留慎乃佑）                        | 「All we need is Yang」                       | テレビアニメ『RobiHachi』関連曲             |
| 2019年7月31日  | 音戯の譜〜CHRONICLE〜 HaPpY uNBirThDAy♠                       | アリスティア（徳留慎乃佑）                                | 「HaPpY uNBirThDAy♠」 「HaVE A NicE tRIP♧」   | 『音戯の譜〜CHRONICLE〜』関連曲             |
| 2019年12月18日 | 音戯の譜〜CHRONICLE〜 2nd series 対盤編 Möbius/♢WoNdeR PaRTy♦ | アリスティア（徳留慎乃佑）                                | 「♢WoNdeR PaRTy♦」                            | 『音戯の譜〜CHRONICLE〜』関連曲             |
| 2021年2月24日  | 音戯の譜 〜CHRONICLE〜 2nd series 対盤編 終止符をこの手に     | 音戯の譜〜CHRONICLE〜 ALL STARS                           | 「終止符をこの手に」                          | 『音戯の譜〜CHRONICLE〜』関連曲             |
| 2023年3月4日   | 【 オリジナル】Best P!ece                                     | クゥ（佐藤元）、あむ（徳留慎乃佑）、カガミ（君成田晃佑）  | 「Best P!ece」                                | plottアニメ『P!eceぴーす』オリジナルソング  |
| 2024年5月1日   | フラガリアメモリーズ(BLUE BOUQUET)青空のメモリー              | ミュンナ(徳留慎乃佑)                                      | 「青空のメモリー」                            | 『フラガリアメモリーズ』関連曲              |
| 2024年7月12日  | フラガリアメモリーズ(BLUE BOUQUET)拝啓、暁染める虹よ          | ミュンナ(徳留慎乃佑)                                      | 「拝啓、暁染める虹よ」                        | 『フラガリアメモリーズ』関連曲              |

### ユニットメンバー
1. ↑  モモセ（仲村宗悟）、ディースバッハ男爵（深町寿成）、ノノ（橋本晃太朗）、カッツェ・トロイメライ（天﨑滉平）、アリスティア（徳留慎乃佑）、夜雀（土田玲央）、一寸法師（石谷春貴）